# Scoparia spadix
Scoparia spadix là một loài bướm đêm trong họ Crambidae.